# Remo e Romolo - Storia di due figli di una lupa
Remo e Romolo - Storia di due figli di una lupa è un film del 1976, diretto da Mario Castellacci e Pier Francesco Pingitore. Per Gabriella Ferri è l'unica prova da attrice cinematografica.

## Trama
Romolo e Remo vengono abbandonati nel fiume Tevere e vengono quindi allattati ed allevati dalla Lupa. Da grande, Romolo con il suo fratello minore lotta in continuazione con i vicini volgari per la conquista del territorio ed un giorno decide di fondare Roma e nell'intento uccide Remo. Divenuto re della città, Romolo governa affiancato da concubine e dalle donne del popolo dei sabini tra gozzovigli e feste di palazzo molto belle.

## Citazioni
Numerose sono le citazioni e i riferimenti al fascismo.
- Nella scena in cui Romolo e Remo si occupano di contare quante pecore hanno (girata come se si trattasse di un gruppo di cowboy che portano al pascolo le proprie mandrie), si vede Romolo in sella ad un mulo gridare "Heya! Heya!". Nel fotogramma successivo, si vede Remo accarezzare un agnello ed esclamare "Ha la lana!". Riferimento al vecchio grido di guerra "Eja! Eja! Alalà!" coniato da Gabriele D'Annunzio.
- Nella scena in cui Romolo, Remo e la Lupa sono riuniti con il popolo per il sacrificio dell'agnello agli dei, la Lupa alza la mano destra tesa gridando "Cinque!". I villici rispondono: "A NOI!". Successivamente, la Lupa inizia a fare delle domande, domande a cui i villici rispondono "A NOI!" con la mano tesa nel classico "saluto romano".
- Nella scena in cui Romolo e Remo vedono per la prima volta gli etruschi, li vedono mentre reggono in mano il fascio littorio. Successivamente, Romolo esclama: "'Sti etruschi so' popo fascisti!".
- Nel momento in cui i due fratelli stanno decidendo di fondare Roma, Romolo recita: "Sul palatino ha da fa' er palazzo! Perché io so' io e voi nun siete un cazzo!". La frase è una citazione da Li soprani der monno vecchio di Giuseppe Gioachino Belli, ripresa successivamente nel Marchese del Grillo, con Alberto Sordi.